# Processo de Pitman–Yor
Em teoria das probabilidades, um processo de Pitman–Yor, denotado {\displaystyle PY(d,\theta ,G_{0})}, é um processo estocástico cujo caminho amostral é uma distribuição de probabilidade. Uma amostra aleatória a partir deste processo é uma distribuição de probabilidade discreta infinita, que consiste em um conjunto infinito de átomos retirados de {\displaystyle G_{0}}, com pesos retirados de uma distribuição de Poisson–Dirichlet de dois parâmetros. O processo recebe este nome em homenagem aos matemáticos Jim Pitman e Marc Yor.
Os parâmetros que governam o processo de Pitman–Yor são: um parâmetro de desconto {\displaystyle 0\leq d<1}, um parâmetro de força {\displaystyle \theta >-d} e uma distribuição de base {\displaystyle G_{0}} sobre o espaço de probabilidade {\displaystyle X}. Quando {\displaystyle d=0}, torna-se o processo de Dirichlet. O parâmetro de desconto dá ao processo de Pitman–Yor mais flexibilidade sobre o comportamento de cauda quando comparado ao processo de Dirichlet, que tem caudas exponenciais. Isto torna o processo de Pitman–Yor útil para a modelagem de dados com caudas de lei de potência (por exemplo, frequências de palavras em linguagem natural).
A partição aleatória intercambiável induzida pelo processo de Pitman–Yor é um exemplo de uma partição de Poisson–Kingman e de uma partição aleatória de Gibbs.

## Convenções nominais
O nome "processo de Pitman–Yor" foi cunhado por Hemant Ishwaran e Lancelot James depois da revisão de Pitman e Yor sobre o assunto. Entretanto, o processo foi originalmente estudado por Mihael Perman et al.
Também é algumas vezes referido como o processo de Poisson–Dirichlet de dois parâmetros, depois da generalização de dois parâmetros da distribuição de Poisson–Dirichlet que descreve a distribuição conjunta dos tamanhos dos átomos na medida aleatória, separados por ordem estritamente decrescente.